# Zygmunt Frykowski

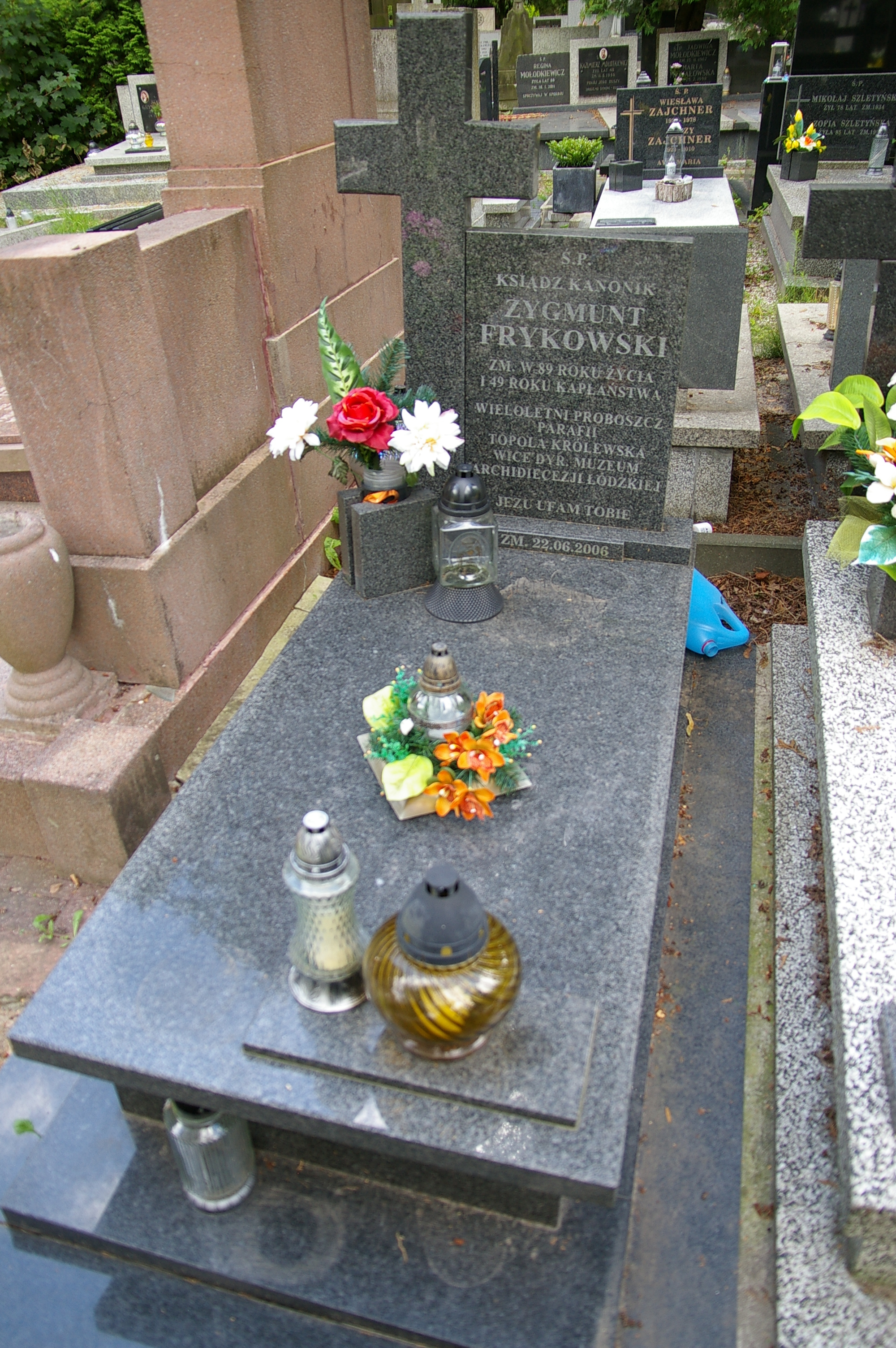
Nagrobek Zygmunta Frykowskiego na Starym Cmentarzu w Łodzi

Zygmunt Frykowski (ur. 23 lutego 1917 w Ostrzeszowie, zm. 23 czerwca 2005 w Łodzi) – polski duchowny rzymskokatolicki, ksiądz kanonik.

## Życiorys

### Dzieciństwo i młodość
Urodził się w rodzinie robotniczej. Ojciec, Roch, powstaniec wielkopolski, był działaczem politycznym. Miał siedmioro rodzeństwa, które wcześnie osierociła matka Julianna, umierając w 1935. Ukończył siedmioklasową szkołę powszechną, pomagając w wolnych chwilach salezjanom oraz często służąc do mszy. Salezjanie zaproponowali mu dalsze kształcenie w niższym seminarium, w placówce dla tzw. spóźnionych powołań w Daszawie. 

### II wojna światowa
W Daszawie przebywał do wiosny 1939, w marcu został powołany do wojska, gdzie przydzielono go do 53 pułku piechoty Strzelców Kresowych 11 Karpackiej Dywizji Piechoty. 17 września 1939 został wzięty do niewoli niemieckiej. W trakcie niewoli został zesłany do obozu, gdzie po niedługim czasie powierzono mu opiekę nad obozową kaplicą, którą musiał sam utworzyć. Po zakończeniu wojny, w końcu maja 1945 trafił do Anglii, gdzie wysłano go do polskiego obozu wojskowego w Szkocji, gdzie wstąpił do armii. W wojsku przebywał do września 1947.

### Kapłaństwo
Jesienią 1947 wrócił do Polski, gdzie w 1951 uzyskał maturę. W 1952 dopełnił kapłańskiego powołania, wstępując do Wyższego Seminarium Duchownego w Łodzi. W czerwcu 1957 uzyskał święcenia kapłańskie. Przez ponad sześć lat był wikariuszem w Piotrkowie Trybunalskim, Łodzi - Julianowie i w Zgierzu. Pierwsze probostwo otrzymał w styczniu 1964 w Kwiatkowicach. Stamtąd w 1971 trafił do Topoli Królewskiej, gdzie podczas 22-letniej posługi w parafii św. Bartłomieja Apostoła przeprowadził gruntowny remont kościoła. W tym czasie otrzymał również godność dziekana dekanatu tumskiego, a po reformie dekanatów - dziekana dekanatu witońskiego. W 1990 uhonorowano go przywilejem rokiety, nadając godność kanonika. 
W 1993 został przeniesiony do Łodzi, do parafii św. Kazimierza, gdzie zmarł. Pochowany został na Starym Cmentarzu w Łodzi.